# Buffalo Bill et les Indiens
Pour plus de détails, voir Fiche technique et Distribution.
Buffalo Bill et les Indiens (Buffalo Bill and the Indians, or Sitting Bull's History Lesson) est un film américain réalisé par Robert Altman, sorti en 1976.

## Synopsis
L'histoire se déroule en 1885, Buffalo Bill monte un spectacle, le Wild West Show, sur l'Ouest américain pour cela, il achète Sitting Bull, un des prisonniers de l'armée. Lors d'un spectacle auquel le président des États-Unis Grover Cleveland vient assister, Sitting Bull veut lui présenter des doléances pour son peuple, il est éconduit.

## Fiche technique
- Titre : Buffalo Bill et les Indiens
- Titre original : Buffalo Bill and the Indians, or Sitting Bull's History Lesson
- Réalisation : Robert Altman
- Producteur : Robert Altman
- Producteur associé : Scott Bushnell, Jac Cashin, Robert Eggenweiler
- Producteur exécutif : Dino De Laurentiis, David Susskind
- Production : Dino De Laurentiis Company, Lions Gate Film, Talent Associates-Norton Simon
- Société de distribution : United Artists
- Scénario : Robert Altman et Alan Rudolph, d'après la pièce Indians de Arthur Kopit
- Musique : Richard Baskin
- Directeur de production : Les Kimber
- Photographie : Paul Lohmann
- Montage : Peter Appleton, Dennis M. Hill[1]
- Direction artistique : Jack Maxsted
- Décors : Anthony Masters[2]
- Costumes : Anthony Powell
- Maquillage : Monty Westmore
- Langue : anglais
- Format : Couleur
- Ratio : 2.35 : 1
- Son : Stéréo
- Genre : Western, Comédie
- Pays de production :  États-Unis
- Durée : 123 minutes
- Dates de sortie : 
  - États-Unis 24 juin 1976
  - France 24 septembre 1976
- Budget : ~ 6 000 000 $ US (4 273 800 €)
- Affiche : Vanni Tealdi et René Ferracci (France)

## Distribution
- Paul Newman (VF : Marc Cassot) : William F. Cody alias Buffalo Bill, la vedette
- Geraldine Chaplin (VF : Béatrice Delfe[3]) : Annie Oakley, le « coup sur »
- Burt Lancaster (VF : Michel Gatineau) : Ned Buntline (en), le fabricant de légende
- Harvey Keitel (VF : François Leccia[4]) : Ed Goodman, le neveu de Buffalo Bill
- Joel Grey (VF : Jacques Ciron) : Nate Salisbury, le producteur
- Kevin McCarthy (VF : Raoul Delfosse) : major Arizona John Burke, l'agent
- Allan F. Nicholls (en) (VF : Raymond Loyer) : Prentiss Ingraham, le journaliste
- John Considine (VF : Pierre Fromont) : Frank E. Butler (en), le manager du « coup sur »
- Frank Kaquitts (d) : Sitting Bull, le chef indien
- Denver Pyle (VF : Claude Bertrand) : McLaughlin, l'agent des affaires indiennes
- Will Sampson (VF : Georges Atlas) :  William Halsey, l'interprète
- Gary MacKenzie : un Mexicain au fouet
- Pat McCormick : Grover Cleveland, le président des États-Unis
- Shelley Duvall (VF : Jane Val) : Frances Cleveland, la « première dame »
- Pluto Calcedona : le cheval de Buffalo Bill
- Evelyn Lear : Nina Cavallini, la soprano
- Noelle Rogers (VF : Perrette Pradier) : Lucille DuCharme, la colorature
- Bonnie Leaders : Margaret, la mezzo-contralto
- Robert DoQui (VF : Serge Sauvion) : Oswald Dart, le cow-boy
- Bert Remsen : Crutch, le barman
- E. L. Doctorow : le conseiller du président Cleveland (non crédité)

## Autour du film
Altman réalise ce film juste après Nashville, c'est la première fois qu'il dirige Paul Newman (qu'il retrouvera trois ans plus tard pour Quintet) et Joel Grey (qu'il retrouvera pour un petit rôle dans The Player). Geraldine Chaplin, qui explose cette même année avec Cría cuervos, avait déjà tourné avec Altman dans un rôle dans Nashville et retravaillera avec le réalisateur pour Un mariage. Altman ne retournera plus par contre ni avec Harvey Keitel ni avec Burt Lancaster dont c'est l'unique film en commun.

## Box office
Le film ne sera pas une grande réussite sur le plan financier, il se classe septième au box office de Paris la semaine de sa sortie, ce qui pour un film avec Paul Newman ne peut pas être considéré comme un succès. Le film, en France, est sorti la même semaine que Barry Lyndon de Stanley Kubrick.

## Réception critique
- Pour Jean Tulard : Altman se présente comme l'anti-Ford dans sa vision de l'Ouest. Ici c'est Buffalo Bill qui est présenté comme un affreux cabotin, mauvais tireur et mauvais cavalier mais en revanche bon buveur. Les Indiens sont eux exaltés en la personne de Sitting Bull. Le parti pris est sympathique mais finalement un peu lassant même si la vérité n'est pas loin. Les mythes ont la vie dure[6].
- Dans 50 ans de cinéma américain, Jean-Pierre Coursodon et Bertrand Tavernier trouvent le film inégal, confronté à l'histoire, Altman n'en retient que le spectacle[7].
- Pour Thomas Elsaesser[8], Altman, en quête de l'histoire américaine, ne découvre que des tableaux, des scènes, des images (...) même l'idée des mythes, contenant trop de récit, devra céder la place à la conscience unidimensionnelle du spectacle de l'Ouest sauvage.

## Distinctions
- Ours d'or à la Berlinale 1976.
- Présenté au Festival du cinéma américain de Deauville.